# UEFA Women’s Champions League 2013/14

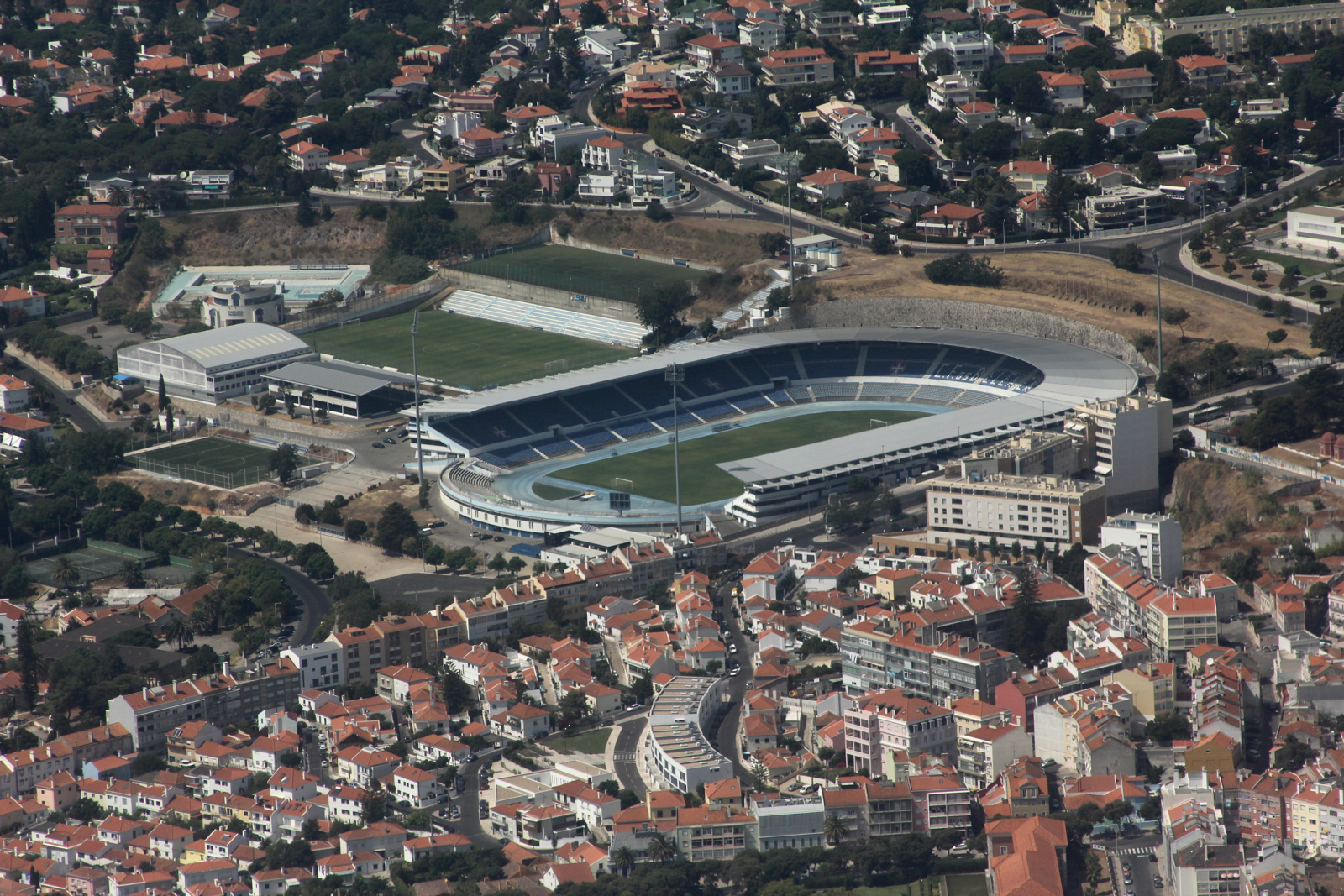
Estádio do Restelo – Austragungsort des Endspiels

Die UEFA Women’s Champions League 2013/14 war die dreizehnte Ausspielung des europäischen Meisterwettbewerbs für Frauenfußballvereine und die fünfte unter dieser Bezeichnung. 54 Mannschaften aus 46 Ländern spielten um den Titel. Der Wettbewerb begann mit den ersten Spielen der Qualifikationsrunde am 8. August 2013 und endete mit dem Finale am 22. Mai 2014 in Lissabon. Titelverteidiger war der VfL Wolfsburg, welcher seinen Titel im Finale gegen Tyresö FF verteidigen konnte.

## Teilnehmer
An der UEFA Women’s Champions League 2013/14 nehmen 46 Landesmeister sowie die Vizemeister der acht stärksten Landesverbände teil. Für die Ermittlung der stärksten acht Landesverbände wird die UEFA-Fünfjahreswertung herangezogen. Die 14 Landesmeister der stärksten Landesverbände sowie die acht Vizemeister erhielten ein Freilos und greifen erst im Sechzehntelfinale in den Wettbewerb ein. Die restlichen Landesmeister mussten erst an einer Qualifikationsrunde teilnehmen.

## Modus
Zunächst spielten die Vereine aus den 32 am schlechtesten platzierten Verbänden in einer Qualifikationsrunde zehn Teilnehmer für die Hauptrunde aus, in welcher 22 weitere Vereine hinzukommen. Die Partien der Hauptrunde bis einschließlich des Halbfinales werden in Hin- und Rückspielen ausgetragen. Die Mannschaft, die in beiden Spielen mehr Tore erzielt, zieht in die nächste Runde ein. Erzielen beide Mannschaften gleich viele Tore, entscheidet die Anzahl der Auswärtstore. Ist auch die Anzahl der Auswärtstore gleich, wird das Rückspiel verlängert. Erzielen beide Mannschaften in der Verlängerung gleich viele Tore, gewinnt die Auswärtsmannschaft aufgrund der mehr erzielten Auswärtstore. Werden keine Tore erzielt, wird die Begegnung im Elfmeterschießen entschieden. Das Finale wird in einem Spiel entschieden. Bei einem Unentschieden folgt zunächst eine Verlängerung und dann ggf. ein Elfmeterschießen.

## Qualifikation
Die acht Miniturniere wurden vom 8. bis zum 13. August 2013 ausgetragen. Die acht Gruppensieger und die zwei besten Gruppenzweiten qualifizierten sich für das Sechzehntelfinale, in dem die gesetzten Mannschaften sowie die Vizemeister in den Wettbewerb eingreifen. Bei der Ermittlung der besten Zweiten wurde das Spiel gegen den jeweiligen Gruppenletzten nicht berücksichtigt.
Die Auslosung der Qualifikationsgruppen fand am 27. Juni 2013 in der UEFA-Zentrale im schweizerischen Nyon statt.

### Gruppe 1
Turnier in Sarajevo, Bosnien und Herzegowina.
| Pl. | Verein             | Sp. | S | U | N | Tore    | Diff. | Punkte |
| --- | ------------------ | --- | - | - | - | ------- | ----- | ------ |
| 1.  | Konak Belediyespor | 3   | 3 | 0 | 0 | 005:100 | +4    | 09     |
| 2.  | SFK 2000 Sarajevo  | 3   | 2 | 0 | 1 | 007:400 | +3    | 06     |
| 3.  | FC NSA Sofia       | 3   | 1 | 0 | 2 | 004:500 | −1    | 03     |
| 4.  | Cardiff City LFC   | 3   | 0 | 0 | 3 | 000:600 | −6    | 0      |

| 8. August 2013     |     |                    |
| SFK 2000 Sarajevo  | 3:0 | Cardiff City LFC   |
| FC NSA Sofia       | 0:2 | Konak Belediyespor |
| 10. August 2013    |     |                    |
| SFK 2000 Sarajevo  | 1:2 | Konak Belediyespor |
| Cardiff City LFC   | 0:2 | FC NSA Sofia       |
| 13. August 2013    |     |                    |
| FC NSA Sofia       | 2:3 | SFK 2000 Sarajevo  |
| Konak Belediyespor | 1:0 | Cardiff City LFC   |

### Gruppe 2
Turnier in Cluj-Napoca, Rumänien.
| Pl. | Verein                | Sp. | S | U | N | Tore    | Diff. | Punkte |
| --- | --------------------- | --- | - | - | - | ------- | ----- | ------ |
| 1.  | ŽFK Spartak Subotica  | 3   | 3 | 0 | 0 | 024:300 | +21   | 09     |
| 2.  | CFF Olimpia Cluj      | 3   | 2 | 0 | 1 | 013:800 | +5    | 06     |
| 3.  | Gintra Universitetas  | 3   | 1 | 0 | 2 | 002:900 | −7    | 03     |
| 4.  | FK Liepājas Metalurgs | 3   | 0 | 0 | 3 | 000:190 | −19   | 0      |

| 8. August 2013        |      |                       |
| CFF Olimpia Cluj      | 3:0  | Gintra Universitetas  |
| ŽFK Spartak Subotica  | 10:0 | FK Liepājas Metalurgs |
| 10. August 2013       |      |                       |
| CFF Olimpia Cluj      | 7:0  | FK Liepājas Metalurgs |
| Gintra Universitetas  | 0:6  | ŽFK Spartak Subotica  |
| 13. August 2013       |      |                       |
| ŽFK Spartak Subotica  | 8:3  | CFF Olimpia Cluj      |
| FK Liepājas Metalurgs | 0:2  | Gintra Universitetas  |

### Gruppe 3
Turnier in Belfast, Nordirland.
| Pl. | Verein                          | Sp. | S | U | N | Tore    | Diff. | Punkte |
| --- | ------------------------------- | --- | - | - | - | ------- | ----- | ------ |
| 1.  | MTK Budapest FC                 | 3   | 3 | 0 | 0 | 006:200 | +4    | 09     |
| 2.  | Schytlobud-1 Charkiw            | 3   | 2 | 0 | 1 | 007:200 | +5    | 06     |
| 3.  | Raheny United                   | 3   | 1 | 0 | 2 | 005:600 | −1    | 03     |
| 4.  | Crusaders Newtownabbey Strikers | 3   | 0 | 0 | 3 | 001:900 | −8    | 0      |

| 8. August 2013                  |     |                                 |
| MTK Budapest FC                 | 3:2 | Raheny United                   |
| Schytlobud-1 Charkiw            | 5:0 | Crusaders Newtownabbey Strikers |
| 10. August 2013                 |     |                                 |
| MTK Budapest FC                 | 2:0 | Crusaders Newtownabbey Strikers |
| Raheny United                   | 1:2 | Schytlobud-1 Charkiw            |
| 13. August 2013                 |     |                                 |
| Schytlobud-1 Charkiw            | 0:1 | MTK Budapest FC                 |
| Crusaders Newtownabbey Strikers | 1:2 | Raheny United                   |

### Gruppe 4
Turnier in Fátima und Torres Novas, Portugal.
| Pl. | Verein               | Sp. | S | U | N | Tore    | Diff. | Punkte |
| --- | -------------------- | --- | - | - | - | ------- | ----- | ------ |
| 1.  | FC Zürich            | 3   | 3 | 0 | 0 | 012:100 | +11   | 09     |
| 2.  | Atlético Ouriense    | 3   | 1 | 1 | 1 | 003:700 | −4    | 04     |
| 3.  | ŽFK Ekonomist Nikšić | 3   | 0 | 2 | 1 | 003:600 | −3    | 02     |
| 4.  | KÍ Klaksvík          | 3   | 0 | 1 | 2 | 002:600 | −4    | 01     |

| 8. August 2013       |     |                      |
| FC Zürich            | 5:0 | Atlético Ouriense    |
| KÍ Klaksvík          | 1:1 | ŽFK Ekonomist Nikšić |
| 10. August 2013      |     |                      |
| FC Zürich            | 4:1 | ŽFK Ekonomist Nikšić |
| Atlético Ouriense    | 2:1 | KÍ Klaksvík          |
| 13. August 2013      |     |                      |
| KÍ Klaksvík          | 0:3 | FC Zürich            |
| ŽFK Ekonomist Nikšić | 1:1 | Atlético Ouriense    |

### Gruppe 5
Turnier in Beltinci und Lendava, Slowenien.
| Pl. | Verein               | Sp. | S | U | N | Tore    | Diff. | Punkte |
| --- | -------------------- | --- | - | - | - | ------- | ----- | ------ |
| 1.  | RTP Unia Racibórz    | 3   | 2 | 1 | 0 | 010:100 | +9    | 07     |
| 2.  | ŽNK Pomurje Beltinci | 3   | 2 | 0 | 1 | 017:400 | +13   | 06     |
| 3.  | FK Babrujtschanka    | 3   | 1 | 1 | 1 | 004:400 | ±0    | 04     |
| 4.  | KS Ada               | 3   | 0 | 0 | 3 | 001:230 | −22   | 0      |

| 8. August 2013       |      |                      |
| RTP Unia Racibórz    | 3:1  | ŽNK Pomurje Beltinci |
| FK Babrujtschanka    | 3:1  | KS Ada               |
| 10. August 2013      |      |                      |
| RTP Unia Racibórz    | 7:0  | KS Ada               |
| ŽNK Pomurje Beltinci | 3:1  | FK Babrujtschanka    |
| 13. August 2013      |      |                      |
| FK Babrujtschanka    | 0:0  | RTP Unia Racibórz    |
| KS Ada               | 0:13 | ŽNK Pomurje Beltinci |

### Gruppe 6
Turnier in Vantaa, Finnland.
| Pl. | Verein                    | Sp. | S | U | N | Tore    | Diff. | Punkte |
| --- | ------------------------- | --- | - | - | - | ------- | ----- | ------ |
| 1.  | PK-35 Vantaa              | 3   | 2 | 1 | 0 | 015:200 | +13   | 07     |
| 2.  | Pärnu JK                  | 3   | 2 | 1 | 0 | 006:200 | +4    | 07     |
| 3.  | PAOK Thessaloniki         | 3   | 1 | 0 | 2 | 007:500 | +2    | 03     |
| 4.  | ŽFK Biljanini Izvori 2010 | 3   | 0 | 0 | 3 | 002:210 | −19   | 0      |

| 8. August 2013            |      |                           |
| PAOK Thessaloniki         | 1:3  | Pärnu JK                  |
| PK-35 Vantaa              | 13:1 | ŽFK Biljanini Izvori 2010 |
| 10. August 2013           |      |                           |
| PAOK Thessaloniki         | 5:0  | ŽFK Biljanini Izvori 2010 |
| Pärnu JK                  | 0:0  | PK-35 Vantaa              |
| 13. August 2013           |      |                           |
| PK-35 Vantaa              | 2:1  | PAOK Thessaloniki         |
| ŽFK Biljanini Izvori 2010 | 1:3  | Pärnu JK                  |

### Gruppe 7
Turnier in Paphos, Zypern.
| Pl. | Verein                | Sp. | S | U | N | Tore    | Diff. | Punkte |
| --- | --------------------- | --- | - | - | - | ------- | ----- | ------ |
| 1.  | Apollon Limassol LFC  | 3   | 3 | 0 | 0 | 006:000 | +6    | 09     |
| 2.  | FC Union Nové Zámky   | 3   | 1 | 1 | 1 | 006:200 | +4    | 04     |
| 3.  | ASA Tel-Aviv FC       | 3   | 1 | 1 | 1 | 006:300 | +3    | 04     |
| 4.  | CS Goiador-SS 11-Real | 3   | 0 | 0 | 3 | 000:130 | −13   | 0      |

| 8. August 2013         |     |                        |
| Apollon Limassol LFC   | 2:0 | FC Union Nové Zámky    |
| ASA Tel-Aviv FC        | 6:0 | CS Goliador-SS 11-Real |
| 10. August 2013        |     |                        |
| Apollon Limassol LFC   | 1:0 | CS Goliador-SS 11-Real |
| FC Union Nové Zámky    | 0:0 | ASA Tel-Aviv FC        |
| 13. August 2013        |     |                        |
| ASA Tel-Aviv FC        | 0:3 | Apollon Limassol LFC   |
| CS Goliador-SS 11-Real | 0:6 | FC Union Nové Zámky    |

### Gruppe 8
Turnier in Enschede und Hengelo, Niederlande.
| Pl. | Verein             | Sp. | S | U | N | Tore    | Diff. | Punkte |
| --- | ------------------ | --- | - | - | - | ------- | ----- | ------ |
| 1.  | Glasgow City FC    | 3   | 3 | 0 | 0 | 018:000 | +18   | 09     |
| 2.  | FC Twente Enschede | 3   | 2 | 0 | 1 | 010:200 | +8    | 06     |
| 3.  | ŽNK Osijek         | 3   | 1 | 0 | 2 | 007:120 | −5    | 03     |
| 4.  | FC Birkirkara      | 3   | 0 | 0 | 3 | 001:220 | −21   | 0      |

| 8. August 2013     |     |                    |
| Glasgow City FC    | 7:0 | ŽNK Osijek         |
| FC Twente Enschede | 6:0 | FC Birkirkara      |
| 10. August 2013    |     |                    |
| Glasgow City FC    | 9:0 | FC Birkirkara      |
| ŽNK Osijek         | 0:4 | FC Twente Enschede |
| 13. August 2013    |     |                    |
| FC Twente Enschede | 0:2 | Glasgow City FC    |
| FC Birkirkara      | 1:7 | ŽNK Osijek         |

### Tabelle der Gruppen-Zweiten
Neben den Gruppensiegern qualifizierten sich auch die beiden besten Gruppen-Zweiten für die nächste Runde. Dabei wurde das Ergebnis gegen den Gruppenletzten nicht gewertet. Die Reihenfolge ergibt sich aus folgenden Kriterien:
1. Größere Anzahl der erreichten Punkte
2. Größere Tordifferenz
3. Größere Zahl der erzielten Tore
4. Größerer Klub-Koeffizient
5. Fairplay-Verhalten in allen Gruppenspielen

| Gr. | Team                 | Sp. | S | U | N | Tore | Diff. | Pkt. |
| --- | -------------------- | --- | - | - | - | ---- | ----- | ---- |
| 6   | Pärnu JK             | 2   | 1 | 1 | 0 | 3:1  | +2    | 4    |
| 8   | FC Twente Enschede   | 2   | 1 | 0 | 1 | 4:2  | +2    | 3    |
| 1   | SFK 2000 Sarajevo    | 2   | 1 | 0 | 1 | 4:4  | ±0    | 3    |
| 5   | ŽNK Pomurje Beltinci | 2   | 1 | 0 | 1 | 4:4  | ±0    | 3    |
| 3   | Schytlobud-1 Charkiw | 2   | 1 | 0 | 1 | 2:2  | ±0    | 3    |
| 2   | CFF Olimpia Cluj     | 2   | 1 | 0 | 1 | 6:8  | −2    | 3    |
| 7   | FC Union Nové Zámky  | 2   | 0 | 1 | 1 | 0:2  | −2    | 1    |
| 4   | Atlético Ouriense    | 2   | 0 | 1 | 1 | 1:6  | −5    | 1    |

## Finalrunden

### Sechzehntelfinale
Im Sechzehntelfinale griffen die Vertreter der stärksten Verbände sowie der Titelverteidiger in den Wettbewerb ein. Die Auslosung erfolgte am 5. September 2013 in Nyon. Für die Auslosung wurden 16 Mannschaften gesetzt, welche zuerst auswärts antraten. Die Hinspiele fanden am 9./10. Oktober, die Rückspiele am 16./17. Oktober 2013 statt.
|                      | Gesamt    |                        | Hinspiel | Rückspiel |
| -------------------- | --------- | ---------------------- | -------- | --------- |
| Þór Akureyri         | 2:6       | FC Sorki Krasnogorsk   | 1:2      | 1:4       |
| PK-35 Vantaa         | 0:4       | Birmingham City LFC    | 0:3      | 0:1       |
| FK Qairat Almaty     | 02:18     | Arsenal LFC            | 1:7      | 01:11     |
| Standard Lüttich     | 3:5       | Glasgow City FC        | 2:2      | 1:3       |
| UPC Tavagnacco       | 3:4       | Fortuna Hjørring       | 3:2      | 0:2       |
| Tyresö FF            | 2:1       | Paris Saint-Germain    | 2:1      | 0:0       |
| Konak Belediyespor   | 2:1       | RTP Unia Racibórz      | 2:1      | 0:0       |
| Apollon Limassol LFC | 2:3       | SV Neulengbach         | 1:2      | 1:1       |
| ŽFK Spartak Subotica | 3:5       | FK Rossijanka          | 2:4      | 1:1       |
| FSK St. Pölten       | 3:5       | ASD Torres             | 2:2      | 1:3       |
| MTK Budapest FC      | 00:11     | 1. FFC Turbine Potsdam | 0:5      | 0:6       |
| FC Twente Enschede   | 00:10     | Olympique Lyon         | 0:4      | 0:6       |
| Lillestrøm SK        | 1:8       | LdB FC Malmö           | 1:3      | 0:5       |
| Pärnu JK             | 00:27     | VfL Wolfsburg          | 00:14    | 00:13     |
| FC Barcelona         | (a)2:2(a) | Brøndby IF             | 0:0      | 2:2       |
| FC Zürich            | 3:2       | Sparta Prag            | 2:1      | 1:1       |

### Achtelfinale
Die Partien des Achtelfinals wurden ebenfalls am 5. September 2013 in Nyon ausgelost. Die Hinspiele fanden am 9./10. November, die Rückspiele am 13./14. November 2013 statt.
|                        | Gesamt    |                     | Hinspiel | Rückspiel |
| ---------------------- | --------- | ------------------- | -------- | --------- |
| FC Sorki Krasnogorsk   | 2:7       | Birmingham City LFC | 0:2      | 2:5       |
| Arsenal LFC            | 6:2       | Glasgow City FC     | 3:0      | 3:2       |
| Fortuna Hjørring       | 1:6       | Tyresö FF           | 1:2      | 0:4       |
| Konak Belediyespor     | 0:6       | SV Neulengbach      | 0:3      | 0:3       |
| FK Rossijanka          | 1:2       | ASD Torres          | 1:0      | 0:2       |
| 1. FFC Turbine Potsdam | (a)2:2(a) | Olympique Lyon      | 0:1      | 2:1       |
| LdB FC Malmö           | 2:5       | VfL Wolfsburg       | 1:2      | 1:3       |
| FC Barcelona           | 6:1       | FC Zürich           | 3:0      | 3:1       |

### Viertelfinale
Die Auslosung für das Viertel- und Halbfinale  erfolgte am  21. November 2013 in Nyon. Die Viertelfinalspiele fanden am 23./24. und 29./30. März 2014 statt.
|                     | Gesamt |                        | Hinspiel | Rückspiel |
| ------------------- | ------ | ---------------------- | -------- | --------- |
| Birmingham City LFC | 3:0    | Arsenal LFC            | 1:0      | 2:0       |
| Tyresö FF           | 8:1    | SV Neulengbach         | 8:1      | 0:0       |
| ASD Torres          | 1:12   | 1. FFC Turbine Potsdam | 0:8      | 1:4       |
| VfL Wolfsburg       | 5:0    | FC Barcelona           | 3:0      | 2:0       |

### Halbfinale
Die Halbfinalspiele fanden am 19. und 27. April 2014 statt.
|                        | Gesamt |               | Hinspiel | Rückspiel |
| ---------------------- | ------ | ------------- | -------- | --------- |
| Birmingham City LFC    | 0:3    | Tyresö FF     | 0:0      | 0:3       |
| 1. FFC Turbine Potsdam | 2:4    | VfL Wolfsburg | 0:0      | 2:4       |

### Finale
| Tyresö FF                                                  | Tyresö FF | VfL Wolfsburg | VfL Wolfsburg | Aufstellung                               |
| ---------------------------------------------------------- | --- | --- | ------------- | ----------------------------------------- |
| Tyresö FF                                                  | \| 22. Mai 2014 um 20:30 Uhr in Lissabon (Estádio do Restelo) \| \| Ergebnis: 3:4 (2:0) \| \| Zuschauer: 11.217 \| \| Schiedsrichterin: Kateryna Monsul ( Ukraine) 1 \| \| Spielbericht \|                                                                           | \| 22. Mai 2014 um 20:30 Uhr in Lissabon (Estádio do Restelo) \| \| Ergebnis: 3:4 (2:0) \| \| Zuschauer: 11.217 \| \| Schiedsrichterin: Kateryna Monsul ( Ukraine) 1 \| \| Spielbericht \|                                                          | VfL Wolfsburg | Aufstellung Tyresö FF gegen VfL Wolfsburg |
| Tyresö FF                                                  | Carola Söberg – Meghan Klingenberg (69. Elisabet Klinga), Linda Sembrant, Whitney Engen, Line Røddik Hansen – Lisa Dahlkvist (83. Thaisa), Caroline Seger , Malin Diaz (67. Madelaine Edlund) – Verónica Boquete, Marta, Christen Press Cheftrainer: Tony Gustavsson | Almuth Schult – Luisa Wensing, Nilla Fischer, Josephine Henning, Stephanie Bunte – Anna Blässe, Nadine Keßler , Lena Goeßling (90. Ivonne Hartmann) – Alexandra Popp, Selina Wagner (46. Verena Faißt), Martina Müller Cheftrainer: Ralf Kellermann | VfL Wolfsburg | Aufstellung Tyresö FF gegen VfL Wolfsburg |
| Tyresö FF                                                  | 1:0 Marta (28.) 2:0 Verónica Boquete (30.) 3:2 Marta (56.) | 2:1 Alexandra Popp (47.) 2:2 Martina Müller (53.) 3:3 Verena Faißt (68.) 3:4 Martina Müller (80.) | VfL Wolfsburg | Aufstellung Tyresö FF gegen VfL Wolfsburg |
| Tyresö FF                                                  | Seger (79.) | | VfL Wolfsburg | Aufstellung Tyresö FF gegen VfL Wolfsburg |
| 22. Mai 2014 um 20:30 Uhr in Lissabon (Estádio do Restelo) | | |               |                                           |
| Ergebnis: 3:4 (2:0)                                        | | |               |                                           |
| Zuschauer: 11.217                                          | | |               |                                           |
| Schiedsrichterin: Kateryna Monsul ( Ukraine) 1             | | |               |                                           |
| Spielbericht                                               | | |               |                                           |

## Beste Torschützinnen
Nachfolgend sind die erfolgreichsten Torschützinnen dieser Champions-League-Saison (einschließlich Qualifikation) aufgeführt. Die Sortierung erfolgt nach Anzahl ihrer Treffer und bei gleicher Toranzahl alphabetisch.
| Rang | Spielerin       | Klub                 | Tore |
| ---- | --------------- | -------------------- | ---- |
| 1    | Milena Nikolić  | ŽFK Spartak Subotica | 11   |
| 2    | Martina Müller  | VfL Wolfsburg        | 10   |
| 3    | Christen Press  | Tyresö FF            | 9    |
| 4    | Tanja Vrabel    | ŽNK Pomurje Beltinci | 8    |
| 5    | Jelena Čubrilo  | ŽFK Spartak Subotica | 7    |
|      | Marta           | Tyresö FF            | 7    |
| 7    | Nina Burger     | SV Neulengbach       | 6    |
|      | Danielle Carter | Arsenal LFC          | 6    |
|      | Sarah Crilly    | Glasgow City FC      | 6    |
|      | Alexandra Lunca | CFF Olimpia Cluj     | 6    |
|      | Conny Pohlers   | VfL Wolfsburg        | 6    |
| 12   | Fabienne Humm   | FC Zürich            | 5    |
|      | Nadine Keßler   | VfL Wolfsburg        | 5    |
|      | Kim Little      | Arsenal LFC          | 5    |
|      | Hanne Ojanperä  | PK-35 Vantaa         | 5    |
|      | Alexandra Popp  | VfL Wolfsburg        | 5    |